# Euclimacia africana
Euclimacia africana är en insektsart som beskrevs av Peter Esben-Petersen 1927. 
Euclimacia africana ingår i släktet Euclimacia och familjen fångsländor. Inga underarter finns listade i Catalogue of Life.